# Kosie Smith
Kosie Smith (Johannesburg, 26 agosto 1946) è un pugile e attore sudafricano.

## Filmografia
- Io sto con gli ippopotami, regia di Italo Zingarelli (1979)